# Siegfried Hinterkausen
Siegfried Hinterkausen (* 6. März 1938 in Altenrath; † 6. Juni 2025) war ein deutscher Schriftsteller.

## Leben
Siegfried Hinterkausen studierte Germanistik, Geschichte und Musikwissenschaft an den Universitäten in Bonn, Freiburg im Breisgau und Wien. 1966 promovierte er mit einer germanistischen Arbeit an der Universität Bonn zum Doktor der Philosophie. Anschließend war er bis zu seiner Pensionierung als Lehrer an einem Gymnasium in Köln-Rodenkirchen tätig. Neben seiner beruflichen Tätigkeit lieferte Hinterkausen journalistische Beiträge für die Rhein-Sieg-Ausgabe der Kölnischen Rundschau; außerdem veröffentlichte er Romane, Erzählungen und Gedichte. Der Autor lebte in Troisdorf/Sieg.

## Werke
- Die Auffassung von Zeit und Geschichte in Konrads Rolandslied, Bonn 1966
- Niobe und ihre Kinder, Bonn 1995
- Julias Fall, Troisdorf 2000